# Сухава (Вармінсько-Мазурське воєводство)
Сухава (пол. Suchawa, нім. Sausgörken) — село в Польщі, у гміні Барцяни Кентшинського повіту Вармінсько-Мазурського воєводства.
Населення — 112 осіб (2011).
У 1975-1998 роках село належало до Ольштинського воєводства.

## Демографія
Демографічна структура станом на 31 березня 2011 року:
|          | Загалом | Допрацездатний вік | Працездатний вік | Постпрацездатний вік |
| -------- | ------- | ------------------ | ---------------- | -------------------- |
| Чоловіки | 50      | 6                  | 40               | 4                    |
| Жінки    | 62      | 13                 | 39               | 10                   |
| Разом    | 112     | 19                 | 79               | 14                   |